# Петровська сільська рада (Щучанський район)
Петро́вська сільська рада (рос. Петровский сельский совет) — сільське поселення у складі Щучанського району Курганської області Росії.
Адміністративний центр — село Петровське.
Населення сільського поселення становить 320 осіб (2017; 404 у 2010, 620 у 2002).

## Склад
До складу сільського поселення входять:
| Населений пункт         | Населення, осіб (2002) | Населення, осіб (2010) |
| ----------------------- | ---------------------- | ---------------------- |
| Колмаково-Міаське, село | 103                    | 57                     |
| Наумовка, присілок      | 76                     | 58                     |
| Петровське, село        | 441                    | 289                    |